# Landkreis Schweinfurt
Landkreis Schweinfurt är ett distrikt (Landkreis) i Unterfranken i det tyska förbundslandet Bayern. Administrationen ligger i Schweinfurt men själva staden är självständig. Distriktet ligger i Planungsregion Main-Rhön.

## Geografi
Floden Main flyter från öst till väst genom distriktet.